# Ptychamalia inamoena
Ptychamalia inamoena là một loài bướm đêm trong họ Geometridae.